# James De Musical
James De Musical is een televisieprogramma op de Vlaamse zender Play4 waarin James Cooke bekende Vlamingen verrast met een musical over hun leven. De acts worden gespeeld door musicalacteurs voor een publiek in het NTGent. Het eerste seizoen van negen afleveringen werd van 25 november 2021 tot 20 januari 2022 uitgezonden. Het tweede seizoen werd in het najaar van 2022 uitgezonden. In 2024 kwam er een derde seizoen.
De musical vertelt het verhaal over een eerste liefde, eerste kus, bepalende momenten, doorbraak of een onvergetelijke vriendschap van de BV's.
Naast de Bekende Vlaming die centraal staat in de aflevering, komen er ook nog andere bekenden voorbij doorheen de afleveringen, zoals Anastacia, Randy Jones, Pascal Braeckman, Free Souffriau, Peter Thyssen en Danny Verbiest.

## Afleveringen

### Seizoen 1
| Afl. | Uitzenddatum     | Musical            | Kijkcijfers | Hoofdrol musical               | Gastoptredens BV's |
| ---- | ---------------- | ------------------ | ----------- | ------------------------------ | --- |
| 1    | 25 november 2021 | Natalia            | 774.512     | Charlotte Campion              | Anastacia |
| 2    | 2 december 2021  | Jani Kazaltzis     | 572.123     | Pieter Casteleyn               | Erik Van Looy, Kat Kerkhofs, Dominique Persoone, Davy Brocatus, Inge Onsea, Peter Van de Veire, Pascal Braeckman, Chris Van Espen |
| 3    | 9 december 2021  | Niels Destadsbader | 514.456     | Matthew Michel                 | Ronald Van Rillaer, Claude Croes (publiek)                                                                                        |
| 4    | 16 december 2021 | Margriet Hermans   | 548.744     | Martine de Jager               | Celien Deloof |
| 5    | 23 december 2021 | Philippe Geubels   | 568.455     | Victor Marinus                 | |
| 6    | 30 december 2021 | De Pfaffs          | 452.092     |                                | Sergio |
| 7    | 6 januari 2022   | Willy Sommers      | 512.010     |                                | Christoff |
| 8    | 13 januari 2022  | Gert Verhulst      | 667.685     | Matthew Michel / Peter Thyssen | Free Souffriau, Danny Verbiest, Marie Verhulst, Viktor Verhulst                                                                   |
| 9    | 20 januari 2022  | Compilatie         | onbekend    |                                | |

### Seizoen 2
| Afl. | Uitzenddatum     | Musical        | Kijkcijfers | Hoofdrol musical                    | Gastoptredens BV's |
| ---- | ---------------- | -------------- | ----------- | ----------------------------------- | --- |
| 1    | 8 december 2022  | Erik Van Looy  | 553.054     | Pieter Casteleyn                    | Randy Jones, Pascal Braeckman, Herman Brusselmans, Barbara Sarafian, Gilles Van Bouwel, Astrid Stockman, Rani De Coninck |
| 2    | 15 december 2022 | Karen Damen    | 507.960     | Charlotte Campion                   | |
| 3    | 22 december 2022 | Bart Peeters   | 510.219     | Matthew Michel                      | Ronny Mosuse, Dany Lademacher, CPEX                                                                                      |
| 4    | 29 december 2022 | Dina Tersago   | 372.306     | Oonagh Jacobs                       | Davy Brocatus, Euvgenia Parakhina, Andy Peelman (publiek), Emilie Kino                                                   |
| 5    | 5 januari 2023   | De Planckaerts | 397.099     | Charlotte Verduyn, Pieter Casteleyn | |
| 6    | 12 januari 2023  | Luc Appermont  | 362.406     | Matthew Michel                      | Bart Kaëll, Bruno Steegen, Gert Verhulst (publiek)                                                                       |
| 7    | 19 januari 2023  | Astrid Coppens | 317.941     | Charlotte Verduyn                   | Laurens Nuyens, Natalia                                                                                                  |
| 8    | 26 januari 2023  | Alex Agnew     | 234.157     | Kobe Van Herwegen                   | Andries Beckers |
| 9    | 2 februari 2023  | Making-of      | 256.188     |                                     | |

### Seizoen 3
| Afl. | Uitzenddatum     | Musical                   | Kijkcijfers | Hoofdrol musical | Gastoptredens BV's                                   |
| ---- | ---------------- | ------------------------- | ----------- | --- | ---------------------------------------------------- |
| 1    | 11 januari 2024  | Tom Waes                  | 457.046     | Matthew Michel | Tom Lenaerts, Tim Van Aelst, Filip Peeters (publiek) |
| 2    | 25 januari 2024* | Maaike Cafmeyer           | 319.304     | Charlotte Campion | Mieke Dobbels                                        |
| 3    | 18 januari 2024  | Metejoor                  | 355.624     | Matthew Michel | Lisa Van Rossem                                      |
| 4    | 1 februari 2024  | Cast F.C. De Kampioenen** | 488.426     | Dorian Liveyns, Charlotte Campion, Helle Vanderheyden, Pauline Joris, Charlotte Verduyn, Baptiste Vuylsteke, Matthew Michel, Pieter Casteleyn | Carry Goossens, Ivo Chiang, Udo                      |
| 5    | 8 februari 2024  | Regi                      | 220.931     | Pieter Casteleyn | Jaap Reesema, Pauline, Kristel Hubeny                |
| 6    | 15 februari 2024 | Marc Coucke               | 352.298     | |                                                      |

(*) Voor een onbekende reden werd de tweede aflevering van het seizoen pas na de derde aflevering uitgezonden.
(**) In de zetel bij James nam Marijn Devalck (Balthasar Boma), Danni Heylen (Pascale De Backer), Loes Van den Heuvel (Carmen Waterslaeghers), Ann Tuts (Doortje Van Hoeck), An Swartenbroekx (Bieke Crucke), Herman Verbruggen (Marc Vertongen), Ben Rottiers (Pol De Tremmerie), Tuur De Weert (Maurice de Praetere), Machteld Timmermans (Goedele Decocq), Niels Destadsbader (Ronald Decocq) & Jaak Van Assche (Fernand Costermans) plaats.

## James de Musical Live on Stage

### Editie 1
Natalia, Bart Peeters, Willy Sommers en Margriet Hermans spelen zichzelf in hun eigen musical live in de Lotto Arena. Op 3 en 4 februari 2023 gingen deze shows door. Tijdens de show verscheen Metejoor als mystery guest, en werd zo als eerste naam onthuld voor seizoen 3. Gert Verhulst zorgde tijdens de show van 4 februari voor een verrassing voor James. Hij zong samen met een koor van 5000 mensen een speciaal lied.

### Editie 2
Niels Destadsbader, Gert Verhulst, Karen Damen en Metejoor zullen zichzelf spelen in hun eigen musical live in de Lotto Arena. Op 19 en 20 april 2024 zal de 2de editie plaatsvinden.

## Rolverdeling
Een tiental musicalacteurs werd gekozen door auditie. De acteurs werden begeleid door tekstschrijver Stefaan Fernande, die ook de liedjes schreef. De cast kreeg een maand de tijd om alle veertig acts op te nemen. Enkele namen uit de cast waren:
- Matthew Michel
- Charlotte Campion
- Victor Marinus
- Pauline Joris
- Peter Thyssen (enkel in aflevering 8 als Gert Verhulst)

Michel speelde Niels Destadsbader. Hoewel hij flopte tijdens zijn dansauditie, zag James Cooke hem als de geschikte persoon: 'Ik heb niet gericht gezocht naar de perfecte lookalike van Niels Destadsbader. We waren juist op zoek naar acteurs die zich verschillende rollen kunnen aannemen.'

## Prijzen
In april 2022 won James De Musical de prijs voor Best Factual Entertainment Show op de Marché International des Programmes de Télévision, een internationale tv-beurs in Cannes.
In november 2022 won het programma de Gouden Roos in de categorie Studio Entertainment.

## Trivia
- Tijdens een interview over het programma in De Grote Peter Van de Veire Ochtendshow op radiozender MNM werd James Cooke verrast door zijn echtgenoot Dorian, die een muzikale ode aan hem maakte.[7]
- Carry Goossens viel tijdens de opnames eind augustus van F.C. De Kampioenen de musical flauw en moest naar spoed gebracht worden. Ondanks dit incident heeft hij toch zijn opnames afgewerkt. "Dat was ik James verschuldigd," zei hij. [8]
- Erik Estrada sprak een videoboodschap in voor Maaike Cafmeyer.